# Wilson Mateo López
Wilson Mateo López (Medellín, Antioquia, Colombia; 18 de marzo de 1997) es un futbolista colombiano. Juega de centrocampista.

## Clubes
| Club                   | País     | Año         |
| ---------------------- | -------- | ----------- |
| Independiente Medellín | Colombia | 2015 - 2016 |
| Fortaleza              | Colombia | 2018        |
| Independiente Medellín | Colombia | 2019        |

|Jaguares Fútbol Club
| Colombia
|2023

## Palmarés

### Campeonatos nacionales
| Título        | Club                   | País     | Año  |
| ------------- | ---------------------- | -------- | ---- |
| Copa Colombia | Independiente Medellín | Colombia | 2019 |